# Świeca (Gran Polonia)
Świeca es un pueblo en el municipio de Odolanów, dentro del distrito de Ostrów Wielkopolski, voivodato de Gran Polonia, en el centro oeste de Polonia. Se encuentra aproximadamente a 5 kilómetros al sureste de Odolanów, a 13 kilómetros al sur de Ostrów Wielkopolski, y a 111 kilómetros al sureste de la capital regional Poznań.